# Ред-Спрінгс (Північна Кароліна)
Ред-Спрінгс (англ. Red Springs) — місто (англ. town) в США, в окрузі Робсон штату Північна Кароліна. Населення — 3087 осіб (2020).

## Географія
Ред-Спрінгс розташований за координатами 34°48′22″ пн. ш. 79°10′52″ зх. д. / 34.80611° пн. ш. 79.18111° зх. д. (34.806148, -79.181112).  За даними Бюро перепису населення США в 2010 році місто мало площу 9,50 км², з яких 9,07 км² — суходіл та 0,44 км² — водойми.

## Демографія
Згідно з переписом 2010 року, у місті мешкало 3428 осіб у 1397 домогосподарствах у складі 864 родин. Густота населення становила 361 особа/км².  Було 1604 помешкання (169/км²).
Расовий склад населення:
| - 48,8 % — чорних або афроамериканців - 32,2 % — білих - 12,5 % — корінних американців - 0,4 % — азіатів - 3,6 % — осіб інших рас |

До двох чи більше рас належало 2,5 %. Частка іспаномовних становила 6,4 % від усіх жителів.
За віковим діапазоном населення розподілялося таким чином: 26,3 % — особи молодші 18 років, 56,6 % — особи у віці 18—64 років, 17,1 % — особи у віці 65 років та старші. Медіана віку мешканця становила 38,5 року. На 100 осіб жіночої статі у місті припадало 82,4 чоловіків;  на 100 жінок у віці від 18 років та старших — 73,9 чоловіків також старших 18 років.
Середній дохід на одне домашнє господарство  становив 44 731 долар США (медіана — 21 602), а середній дохід на одну сім'ю — 39 409 доларів (медіана — 28 135). За межею бідності перебувало 58,1 % осіб, у тому числі 80,0 % дітей у віці до 18 років та 34,6 % осіб у віці 65 років та старших.
Цивільне працевлаштоване населення становило 1047 осіб. Основні галузі зайнятості: освіта, охорона здоров'я та соціальна допомога — 37,2 %, виробництво — 23,7 %, мистецтво, розваги та відпочинок — 13,1 %, будівництво — 6,5 %.